# مملكة إبليس (مسلسل)
مملكة إبليس مسلسل تلفزيوني مصري درامي عرض في عام 2020، بطولة غادة عادل ورانيا يوسف وإيمان العاصي وسلوى خطاب وأحمد داود، من تأليف محمد أمين راضي ومن إخراج أحمد خالد موسى.

## قصة المسلسل
تدور قصة المسلسل في إحدى الحارات الشعبية المصرية المعاصرة، والتي تسمى (حارة الحدَق)، حيث يموت كبير المنطقة فتحي إبليس، ويتحول كل شيء لفوضى وانتقام.

## طاقم العمل
- غادة عادل: (أزهار)
- رانيا يوسف: (حنية)
- إيمان العاصي:  (داليدا)
- سلوى خطاب:  (كاسية)
- أحمد داود: (الخواجة)
- أسماء جلال: (غُريبة)
- صبري فواز: (فتحي إبليس)
- محمود الليثي: (العجوز)
- كريم قاسم: (حماصة)
- محمد جمعة:  (مخيمر)
- خالد أنور: (بودي)
- نانسي صلاح: (دوسة)
- سحر عبد الحميد: (أم دوسة)
- علاء حسني: (الشيخ رمزي)
- فرح: (ايلينور)

## هوامش
- بسبب اعتراض الأزهر على اسم المسلسل تقرر تغييره من (ملايكة إبليس) إلى (وبينا معاد)، إلا إن هذا الاسم أدى لاعترض الشاعر خالد تاج الدين بسبب تشابه الاسم مع مقطع بداية أغنية عمرو دياب (قصاد عيني) والتي كتبها له، ولذلك تقرر أن يصبح اسم المسلسل (مملكة إبليس).
- عرض المسلسل للمرة الأولي علي منصة شاهد ثم عرض علي قناة MBC Masr ام بي سي مصر

## وصلات خارجية
- صفحة مسلسل مملكة إبليس على موقع السينما.كوم